# Kadashman-Turgu
Kadashman-Turgu (en akkadien : ) est un roi de Babylone appartenant à la dynastie kassite, qui règne de 1281 à 1264 av. J.-C..

## Biographie
Il succède à son père Nazi-Maruttash et perpétue la tradition de se faire appeler « Roi du monde ».
Il accomplit plusieurs travaux de restauration dans des sanctuaires de Babylonie, notamment sur la ziggurat de Nippur.
Il négocie un traité de paix avec le roi assyrien Adad-nerari Ier (auparavant en guerre ouverte contre son père Nazi-Maruttash), permettant à ce dernier de se concentrer sur la soumission de son ancien vassal, Mittani.
Un texte retrouvé dans l'ancienne capitale des Hittites, Hattusha, nous apprend qu'il s'allie avec le roi de ces derniers, Hattushili III, et le soutient dans les tensions diplomatiques l'opposant avec le roi égyptien Ramsès II avant qu'une alliance ne vienne mettre un terme à leur rivalité.

Il semble n'avoir joué qu'un rôle périphérique dans la région. En effet, Hattushili III, dans une lettre à son fils et successeur Kadashman-Enlil, dit de lui : 

« ils appelaient [ton père] un roi qui se prépare à la guerre mais reste ensuite à la maison,. »

Le fils et héritier de Kadashman-Turgu, Kadashman-Enlil, épouse d'ailleurs une princesse hittite, Gussuliyawiya, tandis qu'une des filles du roi babylonien est mariée à Tudhaliya, l'héritier désigné de Hattushili III.

## Famille

### Mariage et enfants
De son mariage avec une femme inconnue, il eut :
- Kadashman-Enlil II
- Une fille, épouse du roi hittite Tudhaliya IV